# فتح‌آباد (حسین‌آباد)
فتح‌آباد یک منطقهٔ مسکونی در ایران است که در دهستان حسین‌آباد واقع شده‌است. براساس سرشماری مرکز آمار ایران در سال ۱۳۹۵، فتح‌آباد ۲۸۹ نفر جمعیت دارد.